# José Maria de Mendonça Chaves
José Maria de Mendonça Chaves (Poços de Caldas, 20 de outubro de 1938 - Poços de Caldas, 3 de janeiro de 2009) foi um dentista, advogado e político brasileiro do estado de Minas Gerais.
José Maria Chaves foi vereador do município de Poços de Caldas, durante o período de 1966 a 1982. Foi também deputado estadual em Minas Gerais, na 10ª e 11ª legislaturas, pelo PMDB.